# Dzierzgoń
Dzierzgońⓘ (hist. Kiszbork, Kiszpork, em alemão: Christburg) é uma cidade localizada no norte da Polônia. Pertence à voivodia da Pomerânia, no condado de Sztum. É a sede da comuna urbano-rural de Debrzno. Entre 1975 e 1998, a cidade pertenceu administrativamente à voivodia de Elbląg.
Estende-se por uma área de 3,9 km², com 4 850 habitantes, segundo o censo de 31 de dezembro de 2024, com uma densidade de 1 244 hab./km².
Local de sejmiks da voivodia de Malbork até 1610 (próximo a Sztum).

## Localização
Dzierzgoń está localizada na Prússia histórica, na área da antiga Pomezânia e também na Terra de Malbork. Etnograficamente, ela também faz parte de Powiśle.
Segundo a regionalização físico-geográfica da Polônia, a cidade está localizada no distrito do lago Dzierzgońsko-Morska, parte do distrito do lago Iława.
O rio Dzierzgoń atravessa a cidade.

## Toponímia
O cronista Jan Długosz descreveu a cidade como Dzrezgon (25 de novembro de 1429) e listou as funções do comando de Dzierzgoń como Dzirzgouiensis (26 de novembro de 1429), Dzirgouensis (14 de junho de 1430) e, posteriormente, como Dzyrgon, Dzirgon, Dzyrgon. O nome Dzierzgon apareceu no texto da Paz de Toruń.

## História

### Nomes antigos de Dzierzgoń e suas origens
Os nomes históricos de Dzierzgoń são Christburg e Kiszpork. A primeira forma é de origem alemã, enquanto a segunda é uma polonização da mesma.
A origem do nome Christburg foi atribuída pelo cronista Peter de Dusburg à suposta conquista do castro prussiano em Stare Dzierzgoń pelos Cavaleiros Teutônicos no Natal de 1247 (Christburg - cidade de Cristo). A maioria dos historiadores, entretanto, não concorda com essa versão. A razão para isso é que, em nosso círculo cultural, o nome do fundador do cristianismo era dificilmente usado em nomes.
A versão dada pelo historiador Max Toeppen parece ser a provável. Ele deriva o nome Christburg de um prussiano rico chamado Kerse (possivelmente toda uma subtribo poderia estar envolvida). A forma Kerseburg ou Kirsburg evoluiu com o tempo para Christburg.

### Origens (do início até 1234)

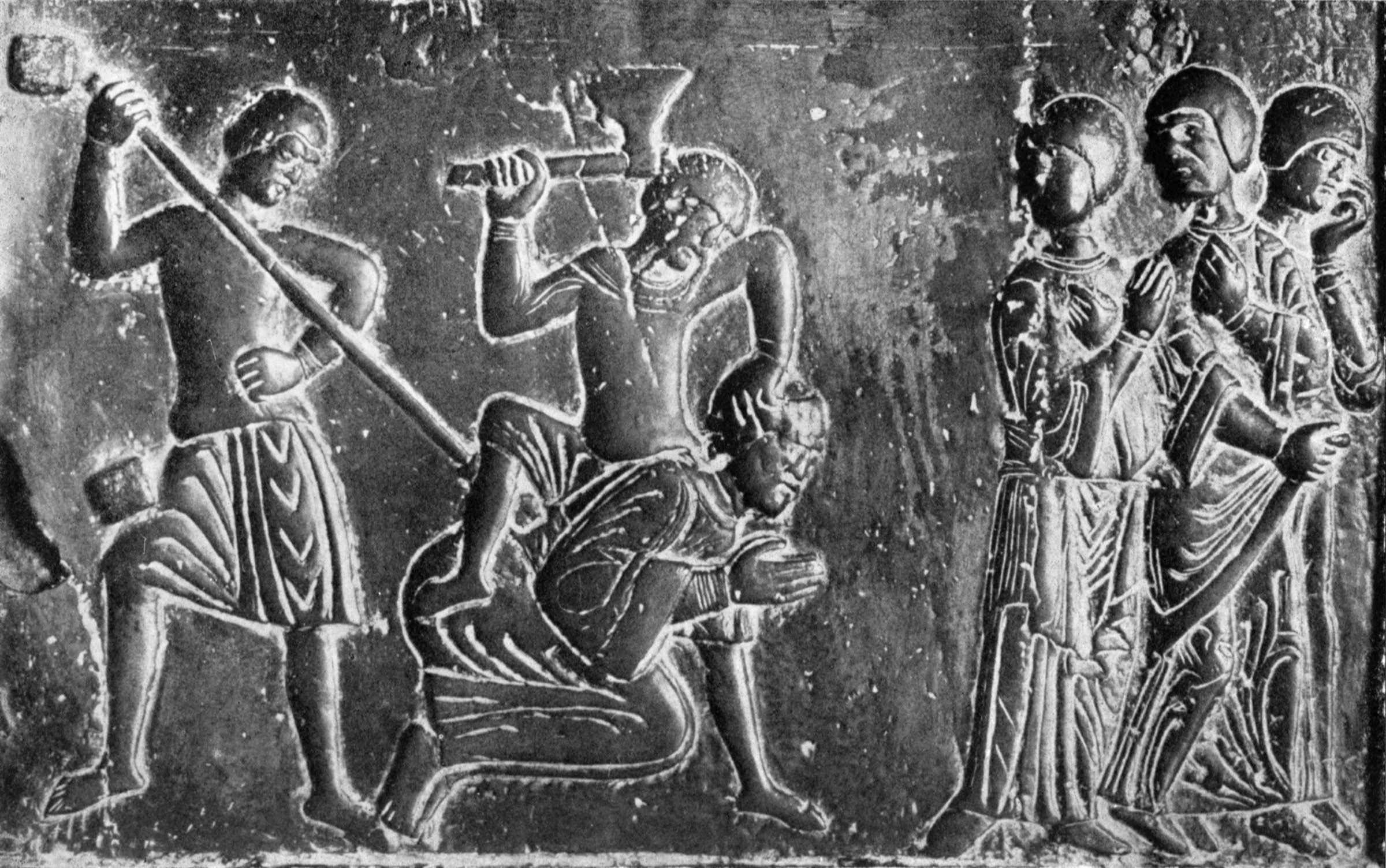
Morte de Santo Adalberto — reconstrução das Portas de Gniezno

Os primórdios do assentamento na área da atual Dzierzgoń datam do século VI ao IX. Achados arqueológicos, como urnas de cinzas, vasos de argila e ornamentos de bronze, são desse período. A área era habitada pela tribo prussiana dos pomezanos. Essas áreas eram bastante densamente povoadas para as condições da época, conforme evidenciado pela predominância de campos sobre florestas. É provável ter havido um assentamento mercantil no rio Sirgune (em prussiano Zirgun — hoje o rio Dzierzgoń) já no século X.
Em 997, Santo Adalberto foi para a Prússia, perto de Dzierzgoń, em uma missão de cristianização. A expedição do futuro santo era pacífica e, por essa razão, ele não foi acompanhado por homens armados, mas apenas por Radzim Gaudenty e um servo de Bogusz, que provavelmente conhecia o idioma prussiano. Santo Adalberto partiu para a Prússia de barco de Gdansk. Naquela época, Żuławy era amplamente coberta por água, e Dzierzgoń também tinha contato direto com a lagoa do Vístula. O contato com os nativos não pôde ser considerado bem-sucedido. Os errantes foram ordenados a retornar, mas quando não o fizeram, Adalberto, como líder, foi decapitado. O incidente ocorreu em um local hoje identificado como a aldeia de Święty Gaj.

### No Estado teutônico (1234–1466)

#### Dzierzgoń antes da fundação

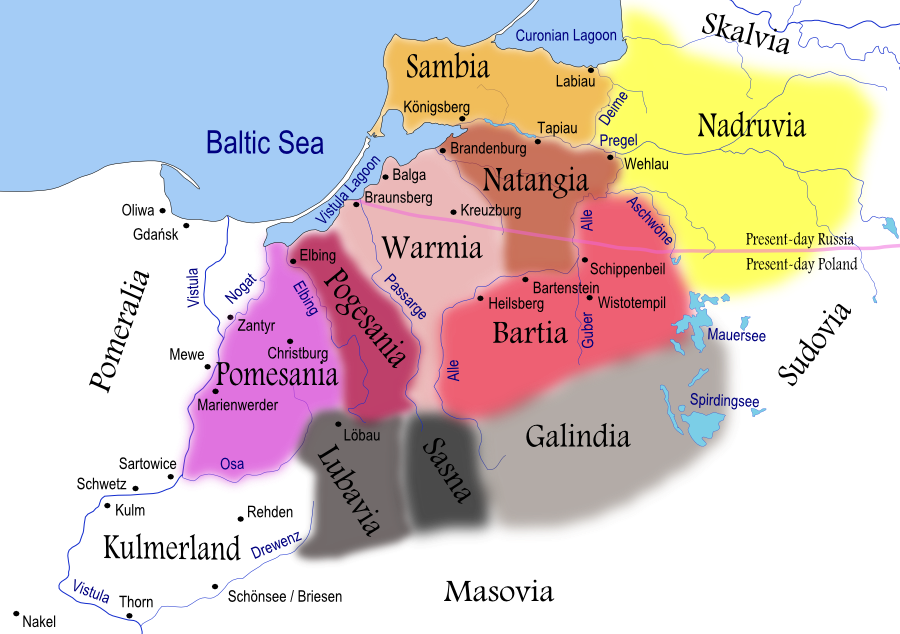
Distribuição das tribos prussianas no século XIII. Dzierzgoń (Christburg), localizada na terra dos pomezanos

Na virada de 1233/1234, os Cavaleiros Teutônicos chegaram às terras da Alta Prússia, então habitadas pelos pomezanos, próximo de Dzierzgoń, que seguiam uma política de conquista das terras prussianas. Em 1234, eles travaram uma batalha no rio Dzierzgoń, na qual derrotaram os prussianos. Vários reforços poloneses, incluindo o duque Konrad da Mazóvia, lutaram ao lado da Ordem Teutônica. Após a batalha, a Alta Prússia ficou sob o domínio teutônico, incluindo o castro prussiano próximo em Stare Dzierzgoń, onde a Ordem construiu uma fortaleza. Em 1242, eclodiu uma revolta das tribos prussianas, durante a qual as fortificações em Stare Dzierzgoń foram capturadas pelos pomezanos e por Świętopełek, um duque da Pomerânia (um recente aliado dos Cavaleiros Teutônicos). A Ordem não conseguiu recapturar a fortaleza, então o mestre nacional Henry von Weida decidiu construir um novo castelo no rio Sirgune, que recebeu o nome de Neu Christburg (Nowe Christburg). Apenas um ano depois, a paz com os prussianos foi concluída em 7 de fevereiro de 1249 (Tratado de Dzierzgoń) na presença do legado papal Tiago de Leodium, mais tarde Papa Urbano IV. No tratado, os prussianos se comprometeram, entre outras coisas, a reconstruir as igrejas destruídas em Stare e Nowe Dzierzgoń. Esse fato prova que o assentamento em Dzierzgoń deve ter existido mesmo antes do levante armado da população prussiana. Inicialmente, Dzierzgoń existia como um subúrbio e era provavelmente cercado por uma paliçada. O assentamento, desprovido de grandes fortificações, era frequentemente vítima de ataques, durante os quais a população se refugiava no castelo.

#### Comenda de Dzierzgoń (1239–1466)
A unidade básica de divisão do Estado teutônico era a comenda, que, por sua vez, era dividida em câmaras. A comenda de Dzierzgoń foi criada já em 1239 e suas fronteiras alcançavam o rio Vístula, o rio Pasłęka e a Mazóvia, sendo vizinha das comendas de Malbork e Elbląg. Em seu território havia as cidades de Dzierzgoń, Miłomłyn, Zalewo, bem como 172 aldeias (47 alemãs, 45 prussianas e 80 outros assentamentos). Em 1341, com a criação da comenda de Ostróda pelo Grão-Mestre Dietrich von Altenburg, a área da comenda de Dzierzgoń foi reduzida (outra mudança ocorreu em 1454). Em seu novo formato, a comenda tinha 1 240 km² e dividida em cinco câmaras (em alemão: Kammerämter):
| Nome polonês | Nome alemão      |
| ------------ | ---------------- |
| Morany       | Moreinen         |
| Kiersity     | Kerschitten      |
| Przezmark    | Preussisch Markt |
| Nowiec       | Nehmen           |
| Karpowo      | Kerpen           |

Todo comendador de Dzierzgoń era, ao mesmo tempo, o grande guardião da ordem. Ele residia no castelo de Dzierzgoń, construído em 1248 pelo mestre nacional Heinrich von Wida. A aparência exata do castelo não é conhecida. Apenas a praça e os elementos das fortificações de terra sobreviveram até hoje, o que só pode dar uma ideia de suas partes inferiores. Sabe-se que o castelo era uma das mais antigas construções teutônicas desse tipo na Prússia e uma das mais poderosas. A fortaleza provavelmente abrigava até vinte monges e servos.
Por volta de 1429, a sede do convento de Dzierzgoń foi transferida para o castelo em Przezmarsk, enquanto a própria comenda existiu até a Segunda Paz de Toruń, ou seja, até a cidade ser anexada à Polônia.

#### Registros de fundação
O primeiro privilégio de fundação para a cidade de Dzierzgoń é datado de 7 de abril de 1288 e concedido pelo comodoro de Dzierzgoń, Helwig von Goldbach. Entre as disposições mais importantes da escritura estava a concessão de terras ao administrador Bernard, com uma área total de quatro campos de Chełmno, o direito de julgar e a cobrança de taxas judiciais, das quais um terço cabia ao administrador (o restante era tomado pela Ordem). Os Cavaleiros Teutônicos mantiveram para si o direito de julgar a população prussiana que vivia fora da cidade. Os registros mostram que havia uma comunidade de pomezanos na própria Dzierzgoń. Em virtude do privilégio de fundação, a cidade recebeu 30 campos de Chełmno. Outro privilégio de fundação foi concedido pelo mestre nacional prussiano Meinchard von Querfurt em 1290. A cidade recebeu direitos da lei de Chełmno, o direito de navegar pelo rio Dzierzgoń e pelo lago Drużno e o direito de pescar.
A lei de Chełmno concedida à cidade contém muitas deficiências. Provavelmente antes de 1288 já havia um privilégio de fundação original, não preservado ou em forma oral.
O próximo privilégio para a cidade é uma escritura datada de 11 de junho de 1316, emitida por Lutero de Brunswick, o comodoro de Dzierzgoń. Como resultado disso, o desenvolvimento de Dzierzgoń foi acelerado. Foram construídos um matadouro, uma fábrica de malte, uma cervejaria e uma padaria, e dada permissão para a criação de um balneário.
O último privilégio de fundação foi emitido pelo Grão-Mestre Ludwig von Erlichshausen em 4 de abril de 1451, substituindo os anteriores. As disposições mais importantes incluem a extensão da área de terra da cidade para 71 łans e 27 morgans, bem como a determinação da soma que a cidade tinha de pagar à Ordem (37 multas pagáveis em dinheiro e cereais).

#### Batalha de Grunwald e o período até 1466

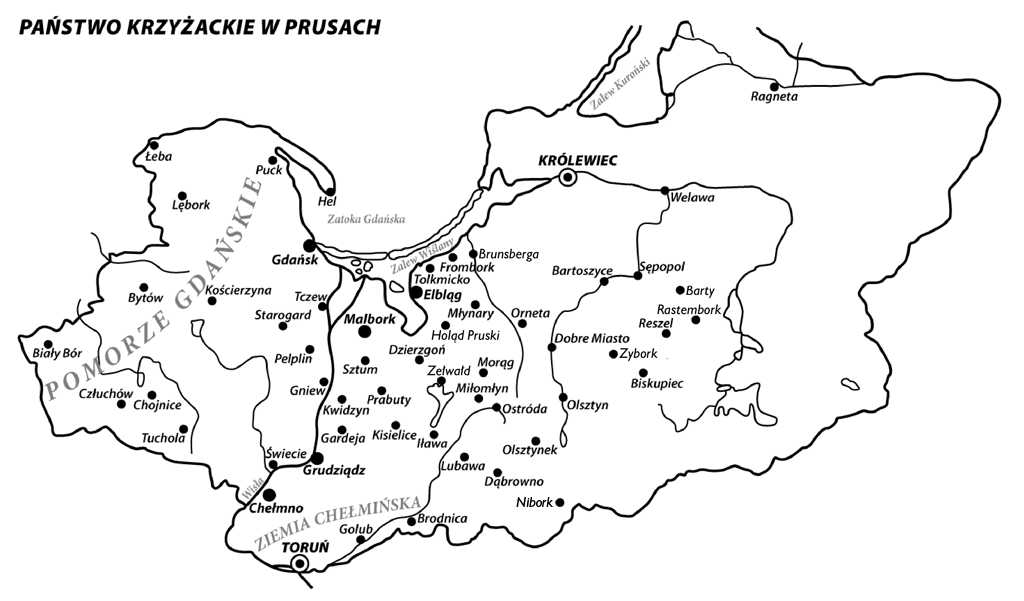
Estado teutônico até a Paz de Toruń

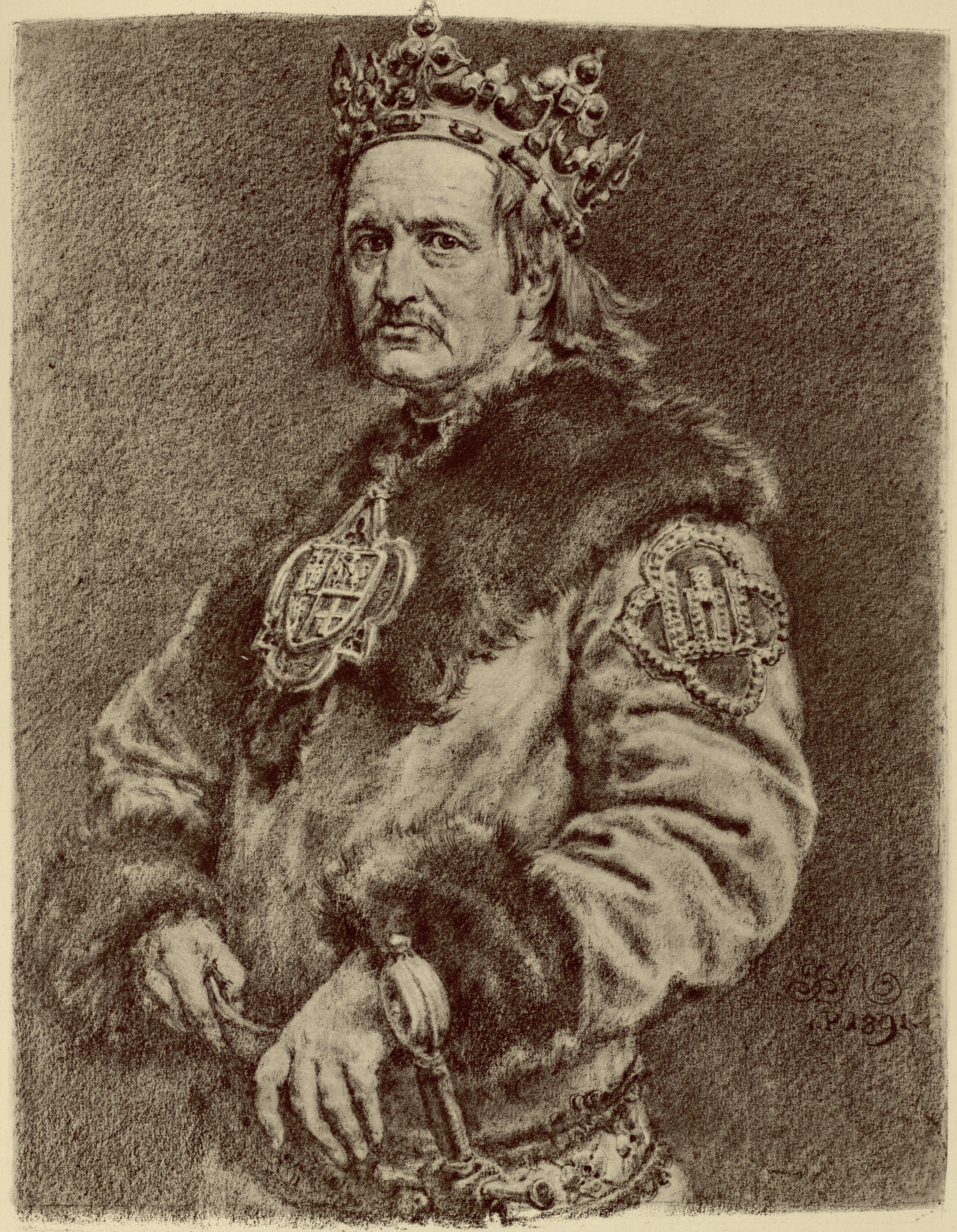
Ladislau II Jagelão

Em 15 de julho de 1410, ocorreu a Batalha de Grunwald, que acabou sendo uma vitória inquestionável para o lado polaco-lituano. Albrecht von Schwarzburg, comodoro de Dzierzgoń, foi morto no confronto. Após a batalha, as tropas aliadas seguiram em direção a Malbork, a capital do Estado monástico. A caminho de seu destino, o rei Ladislau II Jagelão parou em Dzierzgoń. Ele entrou na cidade em 22 de julho e encontrou o castelo abandonado, de onde a guarnição dos Cavaleiros Teutônicos escapou no último momento. O rei assistiu à missa na capela do castelo (dedicada a São Cristóvão). Ele ordenou que a estátua da Madona fosse levada e entregue à igreja mariana em Sandomierz. Em 24 de julho, Jagelão e seu exército saíram de Dzierzgoń, onde ele deixou uma pequena guarnição sob o comando de Zbigniew de Brzezie. Logo esse grupo foi forçado a recuar sob pressão dos Cavaleiros Teutônicos. Enquanto se retiravam, eles incendiaram a fortaleza. A próxima vez que Jagelão esteve em Dzierzgoń foi em 9 de setembro de 1414, durante a chamada Guerra da Fome, ocupando mais uma vez a cidade deserta. Também dessa vez, durante a evacuação, o exército polonês incendiou a fortaleza. Após essa destruição, o castelo de Dzierzgoń não recuperou totalmente suas qualidades defensivas e sua função foi assumida pela fortaleza de Przezmark.
Durante a Guerra dos Treze Anos, Dzierzgoń permaneceu nas mãos dos Cavaleiros Teutônicos durante a maioria do tempo. Houve combates nas proximidades da cidade, o que afetou negativamente a economia e a situação da população. Em virtude da Segunda Paz de Toruń, Dzierzgoń tornou-se parte do Reino da Polônia. No texto original, é possível ler, além do nome da cidade (em latim, item oppidum et districtus Cristburg alias Drzgon), também uma ordem para demolir o castelo de Dzierzgoń (que, no entanto, não foi executada).

### Período polonês (1466–1772)
- 1467 — a guarnição dos Cavaleiros Teutônicos deixa o castelo e a cidade. Dzierzgoń se torna a sede do estarostado. A propriedade do estarostado passa para a família Bażyńscy, como forma de gratificação por sua participação ativa na Confederação Prussiana.
- 1508 — o nome oficial polonês Kiszpork aparece em documentos, uma transformação do nome alemão Christburg.
- 1517 — o estarostado de Dzierzgoń, composto por 10 assentamentos, é assumido pela família Cem, que, falando a favor da Reforma Protestante, introduz o luteranismo. Privilégios significativos são concedidos às guildas de artesãos por Zofia Cemowa, que governa como estarosta para seu filho. O comércio se desenvolve intensamente, aproveitando a rota fluvial para Elbląg e além.
- 1570 — o número de habitantes de Dzierzgoń é declarado em documentos como sendo 1 500.
- 1611 — com base na constituição parlamentar, a função do estarosta de Dzierzgoń foi combinada com a função do governador de Malbork. Dzierzgoń tornou-se uma cidade do estarostado. O regente da corte do governador também residia aqui, e os sejmiks da nobreza eram realizados aqui.
- 1624 — o estarostado é de fato tomado pelos governadores de Malbork.
- 20 de julho de 1626 — tropas do exército sueco sob o comando de Gustavo II Adolfo ocupam Dzierzgoń. A população começa a sentir os efeitos das contribuições e das cotas de alimentos.
- 26 de março de 1627 — uma escaramuça entre o destacamento de Kossakowski, o qual é emboscado perto de Dzierzgoń e esmagado pelos suecos.
- 1627 — os habitantes da cidade são forçados pelos suecos a transportar pedras para as fortificações do castelo de Malbork.
- 1655 — a segunda invasão sueca, conhecida como o “Dilúvio”. No caso de Dzierzgoń, os invasores definiram o mesmo tamanho de contribuições e cotas que em 1626.
- 1638, 1647, 1698, 1730 — os anos dos maiores incêndios, que foram, ao lado das pestes e guerras, o principal fator de regressão e estagnação no desenvolvimento da cidade.
- 10 de junho de 1678 — o governador de Malbork e, ao mesmo tempo, o reitor de Dzierzgoń, Jan Ignacy Bąkowski, emite o ato de fundação para a construção do mosteiro dos reformadores.
- 1708–1709 — a cidade é atingida por uma epidemia de peste (“Peste Negra”), que contribui para um despovoamento significativo.

### Nos Estados prussianos e alemães (1772–1945)
- 17 de setembro de 1772 — o magistrado do tribunal municipal de Dzierzgoń é notificado de que o estarostado foi tomado pelas autoridades prussianas. Como resultado da Primeira Partição da Polônia, a cidade se viu no território da partição prussiana.
- 1772–1815 — Dzierzgoń torna-se a sede do grande condado de Dzierzgoń chamado Ziemiańskie. Ele incluía quatro antigos estarostados poloneses: Malbork, Dzierzgoń, Sztum e Tolkmickie.
- 20 de janeiro de 1807 — a marcha do exército francês. Um destacamento comandado pelo major Reuquette ocupa a cidade, permanecendo durante todo o período das hostilidades.
- 1815 — Dzierzgoń é incorporada ao novo condado de Sztum, ainda mantendo o nome de Dzierzgoń até 1818.
- 1830–1832 — a cólera asiática, trazida pelo exército do general Dybicz, suprimindo a Revolta de Novembro no Reino da Polônia, cobra um preço alto. A colheita da praga é feita nos cemitérios criados fora da cidade para judeus e evangélicos. Apesar dos cordões sanitários, a cólera ainda assombra os habitantes em 1848, 1852 e 1873.
- 31 de julho de 1832 — o governo prussiano extingue o mosteiro, colocando-o à disposição das autoridades municipais.
- 1874 — construção do sistema de esgoto da cidade.
- 1880 — o intenso desenvolvimento da cidade é caracterizado por um aumento significativo da população, com 3 284 pessoas.
- 30 de agosto de 1886 — é inaugurado o trecho municipal da estrada que cruza as colinas na rota Malbork-Prabuty.
- 1893 — construção de uma linha de trem entre Malbork e Maldyty.
- 1905 — a usina de gás municipal é colocada em operação. O gás produzido é usado para a subsistência da população, bem como para a iluminação das ruas da cidade.
- 1906–1909 — o jornal da cidade, o Christburger Zeitung, é publicado.
- 11 de julho de 1920 — um plebiscito é realizado em Powisle, Vármia e Masúria. Treze habitantes votaram a favor da Polônia (o número total de habitantes de nacionalidade polonesa na época era de 100), 2 571 votos foram dados a favor da Alemanha.
- 1929–1930 — construção de um sistema de abastecimento de água.
- 1939 — o número de habitantes era de 3 604. A cidade era famosa na época por seus mercados de cavalos, que eram realizados 10 vezes por ano.

### Retorno à Polônia, período pós-guerra (desde 1945)
- 7 de julho de 1945 — a cidade se torna administrativamente parte da voivodia de Gdansk, permanecendo no condado de Sztum. Anteriormente, houve uma transferência de poder do comandante soviético do tempo de guerra para a administração polonesa organizadora. Mieczysław Węgrocki torna-se o primeiro prefeito comissário de Dzierzgoń. A integração religiosa dos católicos fica a cargo do padre Bernard Poszman, que também realizou serviços para os poloneses durante a guerra.
- 1946–1972 — organização da comunidade da cidade para reconstrução e desenvolvimento de infraestrutura.
- 1972 — reconstrução abrangente do centro da cidade, ou seja, a atual Praça da Liberdade.
- 1 de junho de 1975 — Dzierzgoń torna-se parte da voivodia de Elbląg.
- 27 de maio de 1990 — primeiras eleições livres para o novo Conselho Municipal e Comunal. Estabelecimento do cargo de prefeito.
- 1 de janeiro de 1999 — Dzierzgoń passa a fazer parte da voivodia da Pomerânia.

### Nacionalidade
Desde que obteve o direito de cidade, Dzierzgoń esteve sob o domínio dos seguintes Estados:
- 1290–1466 –  Estado da Ordem Teutônica
- 1466–1569 –  Coroa do Reino da Polônia
- 1569–1772 –  República das Duas Nações,  Coroa do Reino da Polônia
- 1772–1867 –  Reino da Prússia
- 1867–1871 –  Confederação da Alemanha do Norte,  Reino da Prússia
- 1871–1878 –  Império Alemão,  Reino da Prússia
- 1878–1919 –  Império Alemão,  Reino da Prússia
- 1919–1933 –  Império Alemão
- 1933–1935 –  [13] Império Alemão
- 1935–1938 –  Império Alemão
- 1938–1945 –  Grande Reino Alemão[14]
- 1945–1952 –  República da Polônia
- 1952–1989 –  República Popular da Polônia
- desde 1989 –  República da Polônia

## Monumentos históricos
Segundo o registro de monumentos do Instituto do Patrimônio Nacional (NID), os monumentos listados são:
- Igreja paroquial de Santa Catarina, século XIV
  - Igreja da Santíssima Trindade e de Santa Catarina, gótica, de tijolos, erguida em etapas de ca. 1310 até a primeira metade do século XIV, reconstruída em 1682, reconstruída após 1730 (adição da capela norte) e em 1853. Pseudobasílica com uma torre frontal incorporada, topo neogótico.
- Complexo do mosteiro barroco dos monges reformados, rua Krzywa, 5, XVII/XVIII:
  - Igreja do Espírito Santo
  - Igreja greco-católica do Espírito Santo, construída antes de 1717 como uma igreja de mosteiro, usando a parte oriental da antiga igreja gótica; um prédio de salão com uma capela no lado sul.
  - Mosteiro ao norte, construído depois de 1678, transformado várias vezes, por exemplo, depois de 1832 e depois de 1929; estrutura de quatro alas e dois andares com um claustro.
  - Muro com um portão
- Cemitério, rua Elbląska, XIV-XVIII
- Capela de Santa Ana

Cemitério luterano, rua Wojska Polskiego, final do século XVIII
- Cemitério judeu na estrada Dzierzgoń-Tywięzy, c.a. 1800
- Celeiro, rua Odrodzenia, 4, início do século XX
- Casa, rua Odrodzenia, 9, início do século XX
- Casa, rua Słowackiego, 13, 1901
- Casa, rua Traugutta, 15, início do século XX

Além disso, há ruínas de um castelo teutônico em Dzierzgoń.

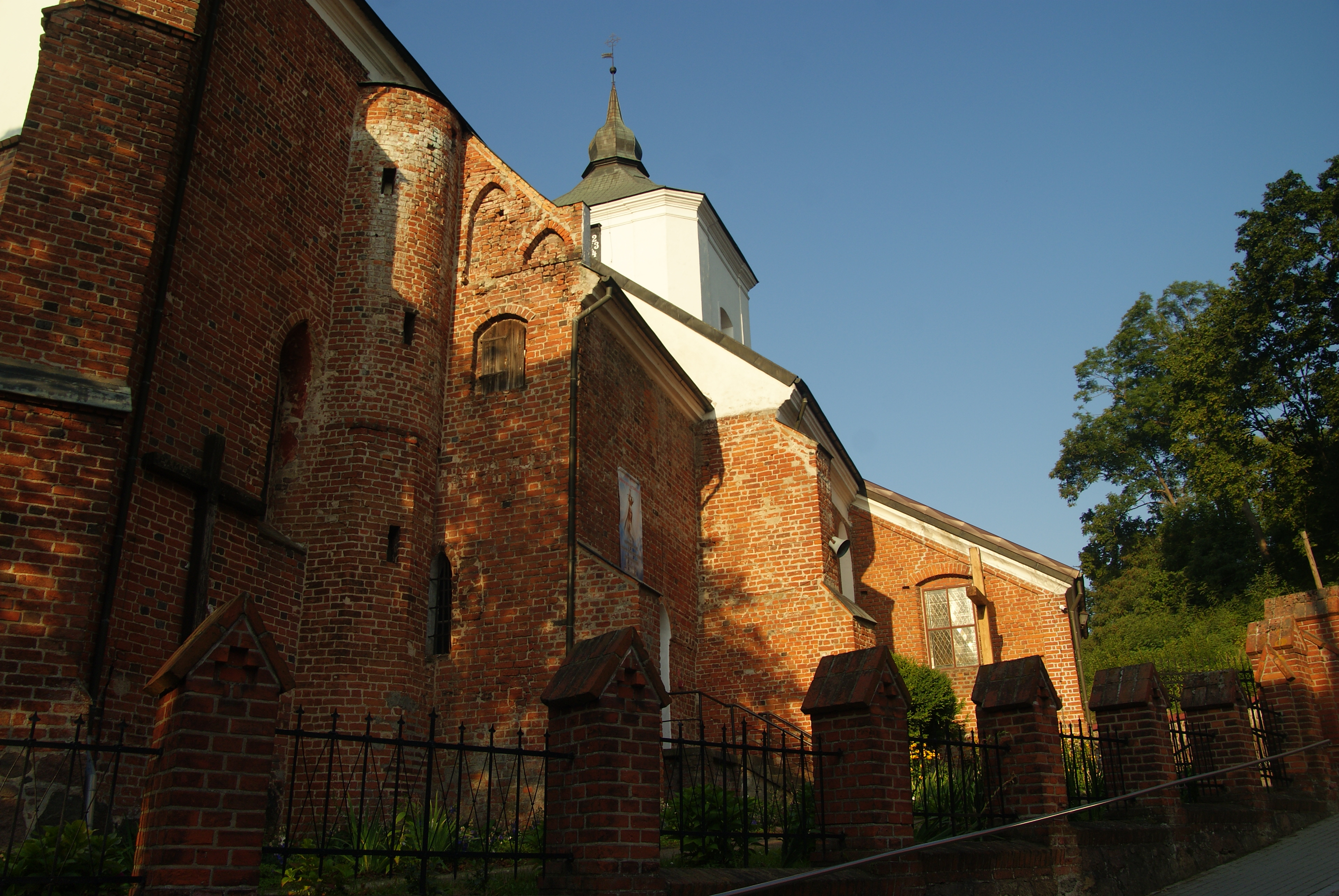
Igreja da Santíssima Trindade e de Santa Catarina
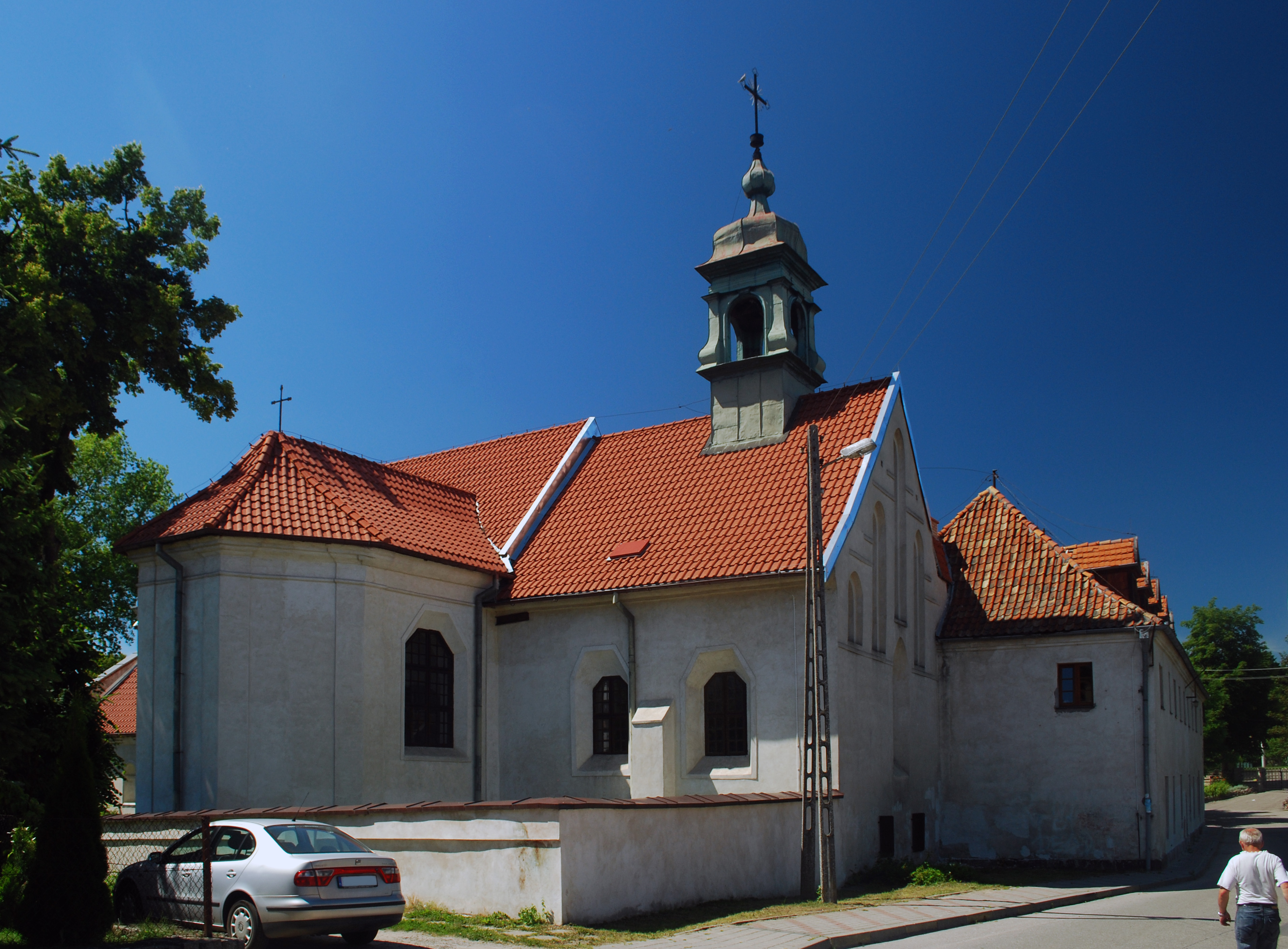
Antiga igreja do monastério reformado, agora a igreja greco-católica do Espírito Santo
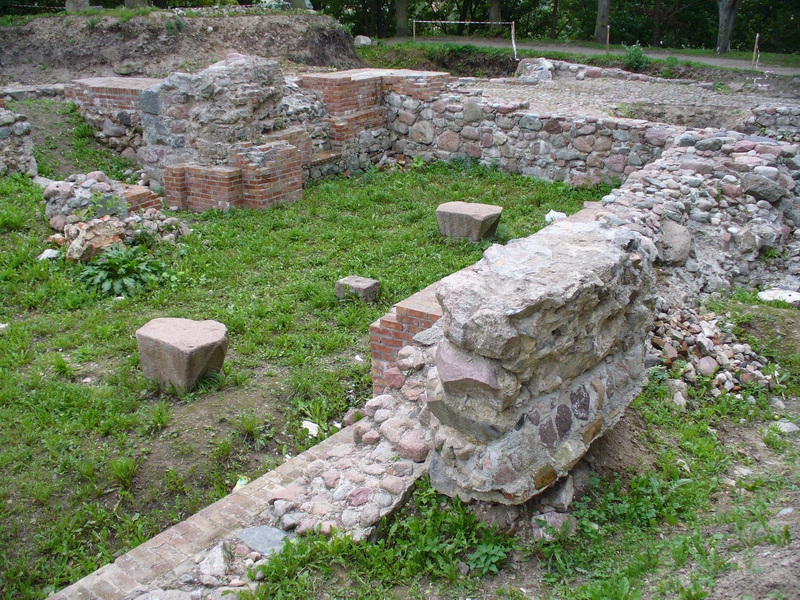
Dzierzgoń — vestígios de um castelo teutônico
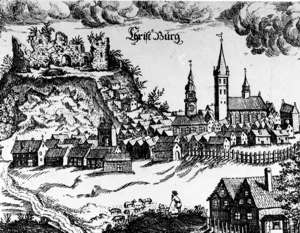
Dzierzgoń, 1684
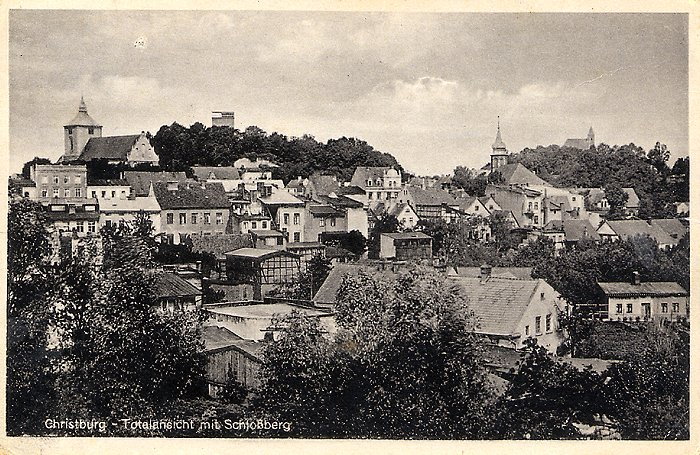
Dzierzgoń, século XX
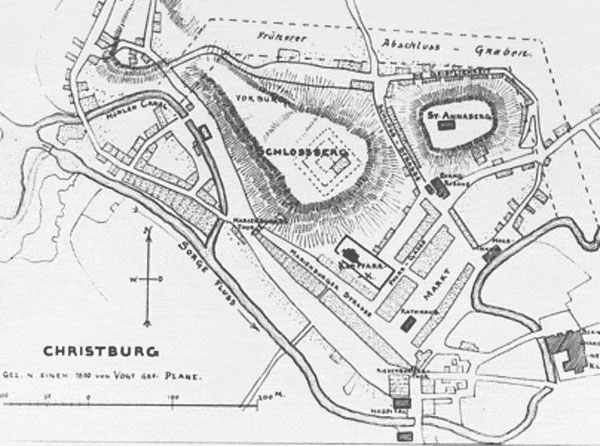
Planta de Dzierzgoń, século XX

## Demografia
Conforme os dados do Escritório Central de Estatística da Polônia (GUS) de 31 de dezembro de 2024, Dzierzgoń é uma cidade muito pequena com uma população de 4 850 habitantes (33.º lugar na voivodia da Pomerânia e 579.º na Polônia), tem uma área de 3,9 km² (41.º, penúltimo lugar na voivodia da Pomerânia e 927.º lugar na Polônia) e uma densidade populacional de 1 244 hab./km² (19.º lugar na voivodia da Pomerânia e 208.º lugar na Polônia). Entre 2002–2024, o número de habitantes diminuiu 15,5%.
Os habitantes de Dzierzgoń constituem cerca de 12,73% da população do condado de Sztum, constituindo 0,21% da população da voivodia da Pomerânia.
| Descrição                         | Total      | Total   | Mulheres   | Mulheres | Homens     | Homens  |
| --------------------------------- | ---------- | ------- | ---------- | -------- | ---------- | ------- |
| unidade                           | habitantes | %       | habitantes | %        | habitantes | %       |
| população                         | 4 850      | 100     | 2 478      | 51,1     | 2 372      | 48,9    |
| área                              | 3,9 km²    | 3,9 km² | 3,9 km²    | 3,9 km²  | 3,9 km²    | 3,9 km² |
| densidade populacional (hab./km²) | 1 244      | 1 244   | 635,7      | 635,7    | 608,3      | 608,3   |

## Comunidades religiosas
- Igreja Católica de Rito Latino:
  - Paróquia da Santíssima Trindade e o Santuário de Nossa Senhora do Rosário, rua Mickiewicz, 1[19]
- Igreja greco-católica na Polônia:
  - Paróquia do Espírito Santo,[20]
- Testemunhas de Jeová
  - Igreja, Salão do Reino

## Esporte
- Clube Esportivo Powiśle Dzierzgoń (4.ª divisão de futebol)[21]